# John Pratt, I marchese di Camden
John Jeffreys Pratt, I marchese di Camden (Londra, 11 febbraio 1759 – Seale, 8 ottobre 1840), è stato un nobile e politico inglese.

## Biografia
Era l'unico figlio di Charles Pratt, I conte di Camden, e di sua moglie, Elizabeth Jeffreys. Studiò al Trinity College di Cambridge.

## Carriera politica
Nel 1780 fu eletto deputato per Bath e nello stesso anno ottenne la carica di Teller dello scacchiere, un ufficio lucroso che mantenne fino alla sua morte. Servì come Lord dell'Ammiragliato sotto il conte di Shelburne (1782-1783) e sotto William Pitt il Giovane (1783-1789). Diventò poi un Lord del Tesoro (1789-1792).
Nel 1793 giurò come membro del Consiglio privato di sua maestà. Nel 1794 successe al padre nella contea, e l'anno successivo fu nominato Lord Luogotenente d'Irlanda da Pitt. Nel 1804 divenne Segretario di Stato per la Guerra e le Colonie e Lord Presidente del Consiglio (1805-1806 e 1807-1812). Nel 1812 fu creato conte di Brecon e marchese di Camden.
È stato anche Lord luogotenente del Kent (1808-1840) e Cancelliere della Cambridge University (1834-1840).

## Matrimonio
Sposò, il 31 dicembre 1785, Frances Molesworth (1759-1829), figlia di William Molesworth e Anne Elizabeth Smith. Ebbero quattro figli:
- Lady Georgiana Elizabeth Pratt;
- Lady Frances Anne Pratt (21 novembre 1787-9 luglio 1822);
- Lady Caroline Pratt, sposò Alexander Stewart, ebbero cinque figli;
- George Pratt, II marchese di Camden (2 maggio 1799-6 agosto 1866).

## Morte
Morì l'8 ottobre 1840, a 81 anni, presso Seale, nel Kent. Fu sepolto a Seale, nel Kent.